# Cálculo de Regge
Na relatividade geral, o cálculo de Regge é um formalismo que produz aproximações simpliciais de espaço-tempos que são soluções para as equações de campo de Einstein. O cálculo foi apresentado pelo teórico italiano Tullio Regge em 1961.